# Велимир Курсулић
Велимир Курсулић (Рашка, 1887 – Рашка, децембар 1944) био је српски индустријалац, народни посланик и добротвор.

## Биографија
Велимир Курсулић је рођен 1887. године у Рашкој, од оца Љубомира и мајке Василије. Основну школу је завршио у родном месту, а трговачку школу највероватније у Краљеву. Треговином је почео да се бави уз очеву помоћ. Недоуго потом, основао је сопствено трговачко предузеће. Борио се у Балканским ратовима и у Првом светском рату. По повратку у родни град наставио је да се бави трговином, а поред тога је постао и индустријалац. У Рашкој је подигао прву електричну централу, а на Голији стругару. Касније је ову стругару пребацио у Рашку и преуредио је на парни погон. Захваљујући овим пословима Курсулић је био један од најбогатјих Срба у међуратном периоду.
Своје богатство Курсулић је улагао и у подизање зграда. Подигао је неколико великих грађевина у центру Рашке, а у Београду је купио више вишеспратних кућа. Бавио се и политиком. На изборима 1935. и 1938. изабран је за народног посланика за Студенички срез. Као посланик настојао је да подстакне улагања државе у развој Студеничког среза. У Народној скупштини је био члан одбора који су се бавили привредним и финансијским питањима. Био је истакнути члан Југословенске радикалне заједнице.
Курсулић је био и велики добротвор. Помагао је многе културне, хуманитарне и социјалне установе. Био је потпредседник одбора за обнову манастира Градац. Током Другог светског рата слао је намирнице и друге потрепштине срским војницима који су били заробљеници у Немачкој. Додељено му је више ратних и мирнодопских ордена. Био је и један од оснивача и власник Студеничке банке и председник Трговачког удружења.
Крајем 1944. године, након ослобођења Рашке, Курсулић је био ухапшен и стрељан без суђења.